# Санта Крус, Лео
Лео Санта Крус (исп. Leo Santa Cruz; род. 10 августа 1988, Уэтамо, Мичоакан, Мексика) — мексиканский боксёр-профессионал, выступающий в легчайшей, во второй легчайшей, в полулёгкой и во второй полулёгкой весовых категориях. Среди профессионалов чемпион мира в четырёх весовых категориях: по версии WBA Super (2015—2016, 2017—2020) в полулёгком весе; по версии WBA Super (2019—2020) во 2-м полулёгком весе; по версии WBC (2013—2015) во 2-м легчайшем весе; по версии IBF (2012—2013) в легчайшем весе.

## Любительская карьера
У Санта Круса была насыщенная любительская карьера. Лео провёл 155 поединков, 148 из которых выиграл. В 15 лет стал чемпионом мира среди кадетов.

## Профессиональная карьера
На профессиональном ринге Санта Крус дебютировал в 2006 году. Второй поединок свёл вничью.
26 марта 2011 года нокаутировал в шестом раунде бельгийца, Стефана Джеймора (20-2) и завоевал юношеский титул чемпиона мира по версии WBC. 30 июля 2011 года защитил титул нокаутом против боксёра из Никарагуа, Эверета Бричено (33-6-1).
2 мая 2012 года выиграл вакантный титул чемпиона мира по версии IBF, в бою с южноафриканцем Юси Малингой.
В сентябре защитил титул нокаутом против бывшего чемпиона мира, пуэрториканца, Эрика Мореля.
В ноябре 2012 года нокаутировал мексиканца Виктора Залета, и во второй раз защитил титул чемпиона мира по версии IBF.
15 декабря 2012 года Лео Санта Круса победил по очкам непобеждённого мексиканца, Альберто Гевару (16-0).
В 2013 году Санта Крус поднялся во вторую легчайшую весовую категорию. 4 мая 2013 года Крус нокаутировал в 5-м раунде бывшего чемпиона мира, Александра Муньоса.
24 августа 2013 года победил нокаутом Виктора Террасаса, и стал новым чемпионом мира во второй легчайшей весовой категории по версии WBC.
29 августа 2015 года победил Абнера Мареса, и стал новым чемпионом мира в полулёгкой весовой категории по версии WBA Super.
30 июля 2016 года потерпел первое поражение в профессиональной карьере уступив титул чемпиона мира в полулёгкой весовой категории по версии WBA Super проиграв бой решением большинства судей британцу Карлу Фрэмптону.
28 января 2017 года взял реванш у Фрэмптона, также победив решением большинства судей и стал новым чемпионом мира в полулёгкой весовой категории по версии WBA Super.
9 июня 2018 года Лео Санта Крус встретился на ринге с владельцем титула WBA мексиканцем Абнером Маресом. Бой проходил в обоюдоострой манере, без явного преимущества одного из боксеров. По итогам 12-и раундового поединка судьи отдали преимущество и победу Лео Санта Крусу.
23 ноября 2019 года в Лас-Вегасе Лео Санта Крус провел бой за вакантный титул WBA Super во втором полулегком весе (до 59 кг.). Соперником мексиканца был Мигель Флорес. Бой проходил в неспешном темпе с подавляющим преимуществом Санта Круса, который одержал победу по очкам и завоевал очередной титул. После этой победы Лео Санта Крус стал пятым в истории мексиканцем, который завоевывал чемпионские пояса в четырех весовых категориях.

## Статистика профессиональных боёв
В таблице перечислены результаты всех поединков боксёров.
В каждой строке указан результат поединка. Дополнительно номер поединка обозначен цветом, который обозначает итог поединка. Расшифровка обозначений и цветов представлена в нижеследующей таблице.
| Пример | Расшифровка                     |
| ------ | ------------------------------- |
|        | Победа                          |
|        | Ничья                           |
|        | Поражение                       |
|        | Планируемый поединок            |
|        | Поединок признан несостоявшимся |
| КО     | Нокаут                          |
| ТКО    | Технический нокаут              |
| PTS    | Решение судей (по очкам)        |
| UD     | Единогласное решение судей      |
| MD     | Решение большинства судей       |
| SD     | Раздельное решение судей        |
| RTD    | Отказ от продолжения боя        |
| DQ     | Дисквалификация                 |
| NC     | Поединок признан несостоявшимся |

| 40 поединков, 37 побед (19 нокаутом), 1 ничья, 2 поражения. | 40 поединков, 37 побед (19 нокаутом), 1 ничья, 2 поражения. | 40 поединков, 37 побед (19 нокаутом), 1 ничья, 2 поражения. | 40 поединков, 37 побед (19 нокаутом), 1 ничья, 2 поражения. | 40 поединков, 37 побед (19 нокаутом), 1 ничья, 2 поражения. | 40 поединков, 37 побед (19 нокаутом), 1 ничья, 2 поражения. | 40 поединков, 37 побед (19 нокаутом), 1 ничья, 2 поражения.                                                                    | 40 поединков, 37 побед (19 нокаутом), 1 ничья, 2 поражения. |
| Бой                                                         | Рекорд                                                      | Дата боя                                                    | Соперник                                                    | Место проведения боя                                        | Раундов, время                                              | Дополнительно |                                                             |
| ----------------------------------------------------------- | ----------------------------------------------------------- | ----------------------------------------------------------- | ----------------------------------------------------------- | ----------------------------------------------------------- | ----------------------------------------------------------- | --- | ----------------------------------------------------------- |
| 41                                                          | 38-2-1                                                      | 5 февраля 2022                                              | Кинан Карбахаль (23-2-1)                                    | Michelob Ultra Arena, Лас-Вегас, Невада, США                | (12)                                                        | |                                                             |
| 40                                                          | 37-2-1                                                      | 31 октября 2020                                             | Джервонта Дэвис (23-0)                                      | Alamodome, Сан-Антонио, Техас, США                          | KO 6 (12), 2:40                                             | Потерял титула чемпиона мира по версии WBA (super) (1-я защита Санта Круса) в 2-м полулёгком весе.                             |                                                             |
| 39                                                          | 37-1-1                                                      | 23 ноября 2019                                              | Мигель Флорес (24-2)                                        | MGM Grand Garden Arena, Лас-Вегас, Невада, США              | UD (12)                                                     | Завоевал вакантный титул чемпиона мира по версии WBA (super) во 2-м полулёгком весе. Счёт: 115-112, 117-110, 117-110.          |                                                             |
| 38                                                          | 36-1-1                                                      | 16 февраля 2019                                             | Рафаэль Ривьера (26-2-2)                                    | Microsoft Theater, Лос-Анджелес, Калифорния, США            | UD (12)                                                     | Защитил титул чемпиона мира по версии WBA (super) в полулёгком весе. Счёт: 119-109 трижды.                                     |                                                             |
| 37                                                          | 35-1-1                                                      | 9 июня 2018                                                 | Абнер Марес (31-2-1)                                        | Стэйплс-центр, Лос-Анджелес, Калифорния, США                | UD (12)                                                     | Защитил титул чемпиона мира по версии WBA (super) в полулёгком весе. Счёт: 117-111, 116-112, 115-113.                          |                                                             |
| 36                                                          | 34-1-1                                                      | 14 октября 2017                                             | Крис Авалос (27-5)                                          | Стабхаб Сентер, Карсон, Калифорния, США                     | KO 8 (12), 1:34                                             | Защитил титул чемпиона мира по версии WBA (super) в полулёгком весе (1-я защита Санта Круса).                                  |                                                             |
| 35                                                          | 33-1-1                                                      | 28 января 2017                                              | Карл Фрэмптон (23-0)                                        | MGM Grand, Лас-Вегас, Невада, США                           | MD (12)                                                     | Завоевал титул чемпиона мира по версии WBA (super) в полулёгком весе (1-я защита Фрэмптона). Счёт: 115-113, 114-114, 115-113.  |                                                             |
| 34                                                          | 32-1-1                                                      | 30 июля 2016                                                | Карл Фрэмптон (22-0)                                        | Барклайс-центр, Нью-Йорк, США                               | MD (12)                                                     | Потерял титул чемпиона мира по версии WBA (super) в полулёгком весе (2-я защита Санта Круса). Счёт: 114-114, 112-116, 111-117. |                                                             |
| 33                                                          | 32-0-1                                                      | 27 февраля 2016                                             | Кико Мартинес (35-6)                                        | Хонда-центр, Анахайм, Калифорния, США                       | TKO 5 (12), 2:09                                            | Защитил титул чемпиона мира по версии WBA (super) в полулёгком весе (1-я защита Санта Круса).                                  |                                                             |
| 32                                                          | 31-0-1                                                      | 29 августа 2015                                             | Абнер Марес (29-1-1)                                        | Стэйплс-центр, Лос-Анджелес, Калифорния, США                | MD (12)                                                     | Завоевал вакантный титул чемпиона мира по версии WBA (super) в полулёгком весе. Счёт: 114-114, 117-111, 117-111.               |                                                             |
| Бой                                                         | Рекорд                                                      | Дата боя                                                    | Соперник                                                    | Место проведения боя                                        | Раундов, время                                              | Дополнительно |                                                             |